# Jair Pereira Ramalho
Jair Pereira Ramalho (Rio de Janeiro, 4 de março de 1921 – 31 de maio de 2003) foi um médico brasileiro.
Graduado em odontologia pela Universidade Federal do Estado do Rio de Janeiro (UNIRIO) e em medicina pela Escola de Medicina e Cirurgia do Rio de Janeiro. Especializou-se em clínica geral e anatomia. Foi eleito membro da Academia Nacional de Medicina em 1980, sucedendo Nestor Moura Brasil na Cadeira , que tem Ramiz Galvão como patrono.